# Un dolce Natale
Un dolce Natale (A Cookie Cutter Christmas) è un film per la televisione del 2014 diretto da Christie Will Wolf.

## Trama
Christie e Penny sono rivali sin dalle elementari, da quando durante uno spettacolo natalizio Penny rubò le battute di Christie. Una volta adulte, le due lavorano come maestre presso la stessa scuola elementare, dove competono costantemente per qualsiasi cosa.
Con l'avvicinarsi delle vacanze natalizie, la scuola comincia l'annuale raccolta fondi, che sarà caratterizzata da un concorso di pasticceria in cui il cui giudice sarà l'inflessibile chef pluristellato Kruger.
Penny e Christie si scontrano da subito per vincere il premio finale: una gita scolastica gratuita. Tuttavia Christie è una frana in cucina, nonostante l'aiuto di sua madre Beverly, perciò crede di non avere alcuna possibilità fino a quando incontra James, dolce ed attraente padre single di una nuova studentessa, Lily; infatti, oltre a lavorare per un'organizzazione benefica, James è anche un ottimo cuoco.
Christie e Penny si contendono le attenzioni di James, dal quale Christie ottiene delle lezioni di cucina, e contemporaneamente fa da tutor a Lily. Penny, sentendosi in difficoltà, fa in modo che James creda che Christie si sia avvicinata a lui solamente per vincere il premio e non per un reale interesse.
Durante la premiazione del concorso, Christie si rende conto che i premi più gratificanti della vita non si ottengono con un trofeo, così fa pace con Penny ed inizia una relazione con James.